# Этамин
Этами́н, называемая также Элтанин, Этанин (γ Dra / γ Дракона / Гамма Дракона) — ярчайшая звезда в созвездии Дракона.
Этамин — оранжевый гигант спектрального класса K5, расположен в 148 световых годах от Земли, визуальная звёздная величина — 2,24m. Название означает «дракон» на арабском языке.
Через 1,5 миллиона лет Этамин будет ярчайшей звездой на земном небе и будет иметь видимый блеск, сравнимый с Сириусом в настоящее время. Минимальное расстояние до Земли составит 28 световых лет.
Этамин — старая звезда с массой около 1,7 солнечных и светимостью в 600 солнечных. Диаметр Этамина примерно в 50 раз больше солнечного.
В 1728 году английский астроном Джеймс Брэдли, пытаясь измерить параллакс этой звезды, открыл явление аберрации света. Это открытие подтвердило теорию Коперника о том, что Земля обращается вокруг Солнца.
В фантастическом романе Урсулы Ле Гуин «Планета изгнания» действие происходит на 3-й планете системы Гамма Дракона.